# Panjiwangi
Panjiwangi is een bestuurslaag in het regentschap Garut van de provincie West-Java, Indonesië. Panjiwangi telt 3789 inwoners (volkstelling 2010).